# ديفيد بي. أ. إبستاين
ديفيد بي. أ. إبستاين (بالإنجليزية: David B. A. Epstein)‏ هو طوبولوجي ورياضياتي بريطاني، ولد في 1937.